# Еглизи
Е́глизи — деревня в Тосненском городском поселении Тосненского района Ленинградской области.

## История
На шведской «Генеральной карте провинции Ингерманландии» 1704 года упоминается как деревня Igola.
Как деревня Игола она обозначена на «Географическом чертеже Ижорской земли» Адриана Шонбека 1705 года.
На карте Санкт-Петербургской губернии 1792 года А. М. Вильбрехта обозначена как деревня Коглази.

ЕГЛЕЗИ — деревня при мызе Новолисинской, принадлежит наследникам графа Буксгевдена, число жителей по ревизии: 22 м. п., 21 ж. п. (1838 год)

На карте Ф. Ф. Шуберта 1844 года деревня обозначена как Гоглези.

ЕГЛИЗИ — деревня господина Вонлярлярского, по просёлочной дороге, число дворов — 10, число душ — 27. (1856 год)

ЕГЛИЗИ — мыза владельческая при речке Еглизи, число дворов — 1, число жителей: 4 м. п., 4 ж. п.; 
 
ЕГЛИЗИ — деревня владельческая при речке Еглизи, число дворов — 9, число жителей: 34 м. п., 40 ж. п. (1862 год)

В 1867 году временнообязанные крестьяне деревни выкупили свои земельные наделы у О. Е. Жомини и стали собственниками земли.
- План деревни Еглизи. 1885 год

В 1885 году, согласно К«арте окрестностей Петербурга», деревня называлась Еглино и насчитывала 16 крестьянских дворов. Сборник же Центрального статистического комитета описывал её так:

МАЛАЯ ЕГЛИНА — деревня бывшая владельческая при речке Еглинке, дворов — 11, жителей — 63; школа. (1885 год)

Согласно материалам по статистике народного хозяйства Царскосельского уезда 1888 года мыза Еглизи площадью 1488 десятин принадлежала генерал-майору А. Н. Витмеру, она была приобретена в 1870 году за 15 765 рублей, хозяин сдавал в аренду охоту и право драть ивовую кору.
В конце XIX века деревня административно относилась к Лисинской волости 1-го стана Царскосельского уезда Санкт-Петербургской губернии, в начале XX века — 4-го стана.
В 1913 году деревня Еглизи при мызе Еглизи насчитывала 19 дворов.
К 1917 году, согласно «Военно-топографической карте Петроградской Губернии», в деревне Еглино при мызе Еглино, осталось только 10 дворов.
С 1917 по 1922 год деревня Еглизи входила в состав Куньголовского сельсовета Лисинской волости Детскосельского уезда.
С 1922 года в составе Больше-Лисинского сельсовета.
С 1923 года в составе Гатчинского уезда.
С 1927 года в составе Колпинского района.
С 1930 года в составе Тосненского района.
- План деревни Еглизи. 1931 год

Согласно топографической карте 1931 года деревня насчитывала 38 дворов, в деревне находилась часовня.
По данным 1933 года деревня Еглизи входила в состав Больше-Лисинского сельсовета Тосненского района.
- План деревни Еглизи. 1939 год

Согласно топографической карте выпуска 1939 года деревня насчитывала 37 дворов, часовни в ней уже не было.
Деревня была освобождена от немецко-фашистских оккупантов 27 января 1944 года.
В 1965 году население деревни Еглизи составляло 119 человек.
По данным 1966 и 1973 годов деревня также находилась в составе Большелисинского сельсовета.
По данным 1990 года деревня Еглизи входила в состав Новолисинского сельсовета.
В 1997 году в деревне Еглизи Новолисинской волости проживали 15 человек, в 2002 году — 25 человек (русские — 96 %).
В 2007 году в деревне Еглизи Тосненского ГП — 23 человека.

## География
Деревня расположена в северо-западной части района на автодороге 41К-170 (Поги — Новолисино).
Расстояние до административного центра поселения — 14 км.
Расстояние до ближайшей железнодорожной станции Тосно — 20 км.

## Демография
| 2007 | 2010 | 2017 |
| ---- | ---- | ---- |
| 23   | ↗57  | ↘55  |

## Инфраструктура
Рядом с деревней находится одноимённый садоводческий массив с садоводствами: «Жемчуг», «Заря», «Еглизи», «Ромашка», «Утро».
К западу от деревни проходит воздушная ЛЭП подстанции 750 кВ «Ленинградская».

## Достопримечательности
В деревне находится часовня Тихвинской иконы Божией Матери.

## Транспорт
Автобусные маршруты:
- № 315 (Тосно, вокзал — Еглизи)
- № 315Б (Тосно, вокзал — Форносово)
- № 618 (Тосно, вокзал — Павловск, вокзал / Пушкин, ЛГУ)

## Улицы
1-й проезд, 1-я Линия, 3-я Линия.